# Горелый Гай
Горелый Гай — село в Ивантеевском районе Саратовской области, в составе сельского поселения Яблоново-Гайское муниципальное образование.
Население - 212 (2010)

## История
Казённое село Горелый Гай упоминается в Списке населённых мест Российской империи по сведениям за 1859 год. Село относилось к Николаевскому уезду Самарской губернии. В селе проживали 660 мужчин и 613 женщин. Согласно Списку населённых мест Самарской губернии по сведениям за 1889 год село Горелый Гай относилось к Клевенской волости Николаевского уезда Самарской губернии. В селе проживало 1485 жителей. Земельный надел составлял 5330 десятины удобной и 739 десятин неудобной земли, имелось церковь, земская школа, 5 ветряных мельниц. Согласно переписи 1897 года в селе проживало 1718 человек, все - православные
Согласно Списку населённых мест Самарской губернии 1910 года село населяли бывшие государственные крестьяне, русские, православные, 1005 мужчины и 964 женщины, в селе имелись церковь, церковно-приходская школа, 6 ветряных мельниц.

## Физико-географическая характеристика
Село находится в Заволжье, на правом берегу реки Большой Иргиз. На противоположном берегу - пойменный лес. Высота центра населённого пункта - 27 метров над уровнем моря. Рельеф местности равнинный. Почвы: в пойме Большого Иргиза - пойменные нейтральные и слабокислые; выше поймы - чернозёмы южные.
Село расположено в юго-восточной части Ивантеевского района, в 30 км по прямой от районного центра села Ивантеевка. По автомобильным дорогам расстояние до районного центра составляет 38 км, до областного центра города Саратов - 310 км, до Самары - 180 км.

## Население
Динамика численности населения по годам:
| Годы      | 1859 | 1889 | 1897 | 1910 | 2002 |
| --------- | ---- | ---- | ---- | ---- | ---- |
| Население | 1273 | 1485 | 1718 | 1969 | 272  |

| 2002 | 2010 |
| ---- | ---- |
| 272  | ↘212 |

Национальный состав
Согласно результатам переписи 2002 года русские составляли 92 % населения села.